# ニュースプラス1いわて
『ニュースプラス1いわて』（ニュースプラスワンいわて）は、テレビ岩手で夕方に放送されている、5代目のニュース番組。

## 概要
平日の月曜から金曜は「ニュースプラス1いわて」として放送されている。
同局の看板報道番組として、ストレートニュースのみならず、わかりやすい特集や、ローカルスポーツコーナーなど新機軸を次々と打ち出し、夕方のニュースとして定着。
2006年10月には岩手県内の民放局が地上デジタル放送を開始したが、他局が番組のハイビジョン化に二の足を踏む中、同局だけは「プラス1」もスタジオカメラのみならず、ENGカメラや中継機材などほとんどがハイビジョン対応となった。
また、日曜版の放送も開始。当初は30分編成とし、平日同様2人キャスター制をとった（2006年からは15分に短縮、1人キャスター制に変更となり、2007年5月27日で一旦終了）。
2005年10月3日からは平日に元東海テレビアナウンサーで気象予報士の舘道直佳がお天気キャスターとして番組に参加。ニュースプラス1いわてのほか、「5きげんテレビ」でも天気コーナーを担当していた。
月・水・金曜日の天気予報ではヤンマー提供の「ヤン坊マー坊天気予報」、火・木曜日は、2009年夏ごろから2010年3月までと2011年9月からJA全農いわて提供の「いわての牛乳天気予報」（2010年4月から2011年8月までは「純情産地天気予報」）を放送していた。
2006年4月3日から全国ニュースのタイトルが『NNN Newsリアルタイム』に変わり、他の系列局 夕方のローカルニュースのタイトルを   変更する中で、テレビ岩手と日本海テレビの2局がプラス1の題名を維持した。2006年10月に日本海テレビが『Newsリアルタイム日本海』にタイトルを改めたため、「プラス1」を使用したタイトルはテレビ岩手のみとなった。
2010年3月29日から全国ニュースのタイトルは『news every.』と改められたが、「プラス1いわて」のタイトルは引き続き維持。
2018年4月には放送開始30年を迎えた。

### 週末・祝日
- 日曜日は『笑点』の前に5分間放送される（『真相報道 バンキシャ!』では天気予報のみ伝える）。平日で使用するスタジオセットは用いず、報道センターのブースから放送する。
- 毎年8月の『24時間テレビ』では、日曜日の16:59からの約20分間のローカル枠を使って、平日と同様の内容で放送される。ニュースに加え、24時間テレビイベントに関する話題や、県内の障がい者、東日本大震災の被災者等を取材した企画を放送している。
- 2019年度以降、一部の平日と重なる祝日に番組が休止となる場合がある。併せて『5きげんテレビ』も休止となり、『news every.』の15〜17時台をネットし、18時台の全国ネット枠に引き続き、関東ローカル枠の「every.特集」「気になる!」まで臨時に時間拡大ネットし、その後18:40過ぎから代替の県内ニュース・天気予報を放送する。
- 土曜日は『news every.サタデー』の全国ネット枠終了後の17:20から10分間放送していたが、「プラス1いわて」としての放送は2020年12月26日に終了。2021年1月9日からは『news every.サタデー』を全国ネット枠に加え関東ローカル枠も17:23頃まで部分ネットし、その後盛岡のスタジオから県内ニュース・天気予報を放送する。

## 放送時間
- 月曜 - 金曜 - 18:15 - 18:54（2月、6月、9月、12月の岩手県議会開催日は「きょうの県議会」放送のため、18:50終了）
  - 『情報ライブ ミヤネ屋』のエンディング前（15:47頃）や、『5きげんテレビ』の「先出しプラス1」のコーナーで、その日の放送内容を予告している。
- 日曜（プラス1いわてサンデー） - 17:25 - 17:30

## 現在の出演者

### 平日（2024年2月 - ）
各キャスターは担当日以外でも、リポーターや代役として出演することがある。
月 - 水曜、金曜
- 吉岡伸剛（メインキャスター。2022年3月まで『わんカメライブ』を担当。2022年4月以降も金曜以外は『わんカメライブ』を担当継続。）

月 - 木曜
- 古舘友華（月曜 ‐ 水曜はサブキャスター、木曜はメインキャスター。2010年3月29日から2014年9月まで[3]は月 - 金曜、2014年10月から2017年3月までは月 - 木曜、2017年4月から月 - 水曜を担当。）

木・金曜
- 江口アミ（サブキャスター。2014年10月から2017年3月までは金曜、2017年4月から木・金曜を担当。2022年4月から不定期で『わんカメライブ』も担当。）

天気予報
- 月 - 木曜 - サブキャスターが担当[4]。
- 金曜 - 2017年7月よりウェザーニューズ所属の気象予報士・穴澤浩二が担当[5]。2022年3月24日まで木曜の担当だった。

コーナー担当
- 古舘友華（火曜『いわて元気○（マル）』を担当、2018年5月1日から江口アミの場合もあり）
- 中島あすか（火曜『いわて元気○（マル）』を担当、2021年5月から）
- 吉岡伸剛（出演開始時は報道部記者。『わんカメライブ』を担当、2022年4月以降は月～木曜を担当。江口アミの場合もあり）
- 森田雄人（不定期。スポーツ情報を担当。2022年4月から）

### 日曜
- シフト勤務[6]

## 過去の出演者

### 平日メイン・サブ
| 期間      | 期間      | 男性      | 男性     | 男性     | 女性       | 女性       | 女性       |
| 期間      | 期間      | 月 - 水曜 | 木曜     | 金曜     | 月 - 水曜  | 木曜       | 金曜       |
| --------- | --------- | --------- | -------- | -------- | ---------- | ---------- | ---------- |
| 1988.4.4  | 1989.3.31 | 鈴木直志  | 鈴木直志 | 鈴木直志 | 桜田順子   | 桜田順子   | 桜田順子   |
| 1989.4.3  | 1993.4.2  | 加藤浩    | 加藤浩   | 加藤浩   | 不破麻紀子 | 不破麻紀子 | 不破麻紀子 |
| 1993.4.5  | 1996.3.29 | 柴柳二郎  | 柴柳二郎 | 柴柳二郎 | 小田貴子   | 小田貴子   | 小田貴子   |
| 1996.4.1  | 1996.9.27 | 柴柳二郎  | 柴柳二郎 | 柴柳二郎 | 高妻由美   | 高妻由美   | 高妻由美   |
| 1996.9.30 | 2006.3.31 | 柴柳二郎  | 柴柳二郎 | 柴柳二郎 | 青山美保   | 青山美保   | 青山美保   |
| 2006.4.3  | 2010.3.26 | 柴柳二郎  | 柴柳二郎 | 柴柳二郎 | 菅原那緒子 | 菅原那緒子 | 菅原那緒子 |
| 2010.3.29 | 2013.9.27 | 柴柳二郎  | 柴柳二郎 | 柴柳二郎 | 古舘友華   | 古舘友華   | 古舘友華   |
| 2013.9.30 | 2014.3.28 | 柴柳二郎  | 柴柳二郎 | 柴柳二郎 | 菅原那緒子 | 菅原那緒子 | 菅原那緒子 |
| 2014.3.31 | 2014.9.26 | 柴柳二郎  | 柴柳二郎 | 柴柳二郎 | 古舘友華   | 古舘友華   | 古舘友華   |
| 2014.9.29 | 2017.3.31 | 柴柳二郎  | 柴柳二郎 | 藤村惠一 | 古舘友華   | 古舘友華   | 江口アミ   |
| 2017.4.3  | 2017.9.29 | 柴柳二郎  | 柴柳二郎 | 藤村惠一 | 古舘友華   | 江口アミ   | 江口アミ   |
| 2017.10.2 | 2020.3.27 | 柴柳二郎  | 藤村惠一 | 藤村惠一 | 古舘友華   | 江口アミ   | 江口アミ   |
| 2020.3.30 | 2020.10.2 | 柴柳二郎  | 蔦京平   | 蔦京平   | 古舘友華   | 江口アミ   | 江口アミ   |
| 2020.10.5 | 2021.3.26 | 蔦京平    | 藤村惠一 | 藤村惠一 | 古舘友華   | 江口アミ   | 江口アミ   |
| 2021.3.29 | 2022.3.25 | 蔦京平    | 蔦京平   | 蔦京平   | 古舘友華   | 江口アミ   | 江口アミ   |
| 2022.3.28 | 2025.1    | 蔦京平    | 蔦京平   | 吉岡伸剛 | 古舘友華   | 江口アミ   | 江口アミ   |

### コーナー
- 宮本麗美（火曜日『いわて元気〇』を担当した。）
- 矢野智美（不定期。ニュースのVTRでのリポーター。）

### 週末
- 平井直子（プラス1サンデーメインキャスター）
- 岩瀬弘行（プラス1サンデーキャスター）
- 石川志保（土曜担当）

### 天気予報
- 舘道直佳（気象予報士、2010年3月25日に第2子妊娠で秋に出産のため降板）
- 石川志保
- 渡邊雄介
- 川部絢子（舘道直佳の代理で天気予報を担当）

## 沿革
- 1988年4月 - 全国ニュースが「NNNニュースプラス1」となったことに伴い、テレビ岩手ニュースアイを改題。
  - 以降、報道スタジオの改装（2回）、メインキャスターの交代（鈴木直志→加藤浩→柴柳二郎）などがあった。
- 「ジパングあさ6」開始以前には、平日朝に5分間の「おはようプラス1」（おはようプラスワン）（6:40 - 6:45）も放送されていた。
- 1997年3月 - 「いわて特盛!5きげんテレビ」に吸収（のちに再独立）。報道スタジオから、「5きげんテレビ」と同じスタジオに移行。
- 2004年4月 - IBC岩手放送のニュースエコーと同時期にスタジオのセットを以前の青を基調としたものから植物やプラズマディスプレイなどが置かれたものに一新された。テーマ曲は松本哲也作曲のものに変更。
- 2005年
  - 7月 - ホームページでニュースの動画配信を開始。
  - 10月3日 - 気象予報士の舘道直佳がお天気キャスターとして起用され、県内民放で初めてタッチパネルを使った天気予報を実施。
- 2006年
  - 3月20日 - スタジオをハイビジョン化（プラズマディスプレイの表示もハイビジョンに対応）
  - 3月31日 - 平日サブキャスターの青山美保が降板。
  - 4月2日 - プラス1サンデーを16:45 - 17:15の30分から17:00 - 17:15の15分に短縮。
  - 4月3日 - 平日の放送時間が今までより1分早く18:16からになり、平日サブキャスターに菅原那緒子を起用。テロップを初めてアニメーションの付いたものに変更。
  - 6月6日 - 地上デジタル放送の試験放送開始に合わせ、地上デジタル放送でのハイビジョン放送を開始（平日版のみ）
  - 10月2日 - 地上デジタル放送の本放送開始に合わせ、ハイビジョンに対応したオープニングとスタジオセットに一新。他にテロップのマイナーチェンジと、テーマ曲を姫神作曲のものに変更。
- 2007年5月27日 - プラス1いわてサンデー終了。
- 2008年
  - 2月9日 - 休日版のハイビジョン放送開始。
  - 4月6日 - 「愉快な日曜日」の終了により、再びプラス1いわてサンデーを開始（5分枠）。
- 2010年
  - 3月25日 - サブキャスターの菅原那緒子と天気予報担当の舘道直佳が、2人共に産休のため降板。ただし、菅原那緒子は産休に入る夏頃までレポーターなどで不定期に出演。
  - 3月29日 - サブキャスターに古舘友華を起用。テーマ曲は馬場葉子作曲の「降郷〜UTSUROI〜」に変更。
- 2011年
  - 5月30日 - 新セットでの放送となる。それに伴い、スタジオ改修工事のため5月26日、5月27日は映像調整室から放送。
  - 9月15日 - 元サブキャスターの菅原那緒子が、盛岡まつり生中継のリポーターで出演。
  - 10月3日 - 平日の放送時間が今までより1分早まり、18:15からとなった。
- 2013年
  - 9月27日 - サブキャスターの古舘友華が産休のため降板。
  - 9月30日 - 菅原那緒子がサブキャスターに復帰した。
- 2014年
  - 3月28日 - サブキャスターの菅原那緒子が降板、同日テレビ岩手を退社。
  - 3月31日 - 古舘友華がサブキャスターに復帰。
  - 10月3日 - 金曜日のみ、キャスターが藤村惠一、江口アミに交代。
- 2016年4月4日 - オープニング、テロップ、アイキャッチを一新。テーマ曲は馬場葉子作曲「RIVER」に変更。
- 2017年
  - 4月3日 - 中継コーナー「なな・なまリポート」を開始したほか、番組冒頭で主な放送内容を伝えるなど、番組構成を一部変更。サブキャスターの担当曜日が変更され、古舘が月 - 水、江口が木・金担当となる。
  - 7月 - 毎週木曜のお天気キャスターにウェザーニューズの穴澤浩二が登板。天気予報のスタイルを変更。
  - 10月2日 - 一部キャスターの担当曜日が変更され、月 - 水が柴柳・古舘、木・金が藤村・江口となる。
- 2019年
  - 3月21日 - 東京ドームで開催のメジャーリーグ開幕第2戦「マリナーズ対アスレティックス」で、先発した菊池雄星投手（マリナーズ）の1回裏の中継を日本テレビからの映像で放送した。（18:40（JST）から約10分）ただし、カウント・球速・得点などは表示されず。
- 2020年
  - 4月2日 - 木・金のメインキャスターが蔦京平に変更。新コーナー「フカボリ」が開始。
  - 9月23日 - 月 - 水メインキャスターの柴柳二郎が9月末で卒業することが発表される。
  - 9月30日 - 月 - 水メインキャスターの柴柳二郎が卒業。
  - 10月5日 - 番組テーマ曲を一新。オープニング曲は「あたらしい風」、エンディング曲は「おかえり」。作曲は西村由紀江。月 - 水メインキャスターが蔦京平に変更。
  - 12月26日 - 前述の通り、この日で土曜日は「プラス1いわて」としての放送を終了。
- 2021年
  - 3月26日 - 木・金メインキャスターの藤村惠一が卒業。
  - 4月1日 - 木・金メインキャスターが、蔦京平に変更。
- 2022年
  - 4月1日 - 金曜のメインキャスターが、吉岡伸剛に変更。あな天のコーナーが木曜から金曜に変更。
  - 4月4日 - 新コーナー「Oneスポ」が開始。
- 2023年
- 8月9日 - 「TVIニュースチャンネル」として、放送直後の「ニュースプラス1いわてダイジェスト」が、Youtubeにて配信開始（1週間限定）。 その他、Tverなどでも視聴可能。その他の特集コーナー、スポーツ、「ニュースプラス1いわて」以外のニュースも配信。

## コーナー
- オープニング（2016年4月4日からCG映像のみ、放送予定のニュースのダイジェスト映像は流れなくなったが、2017年4月より番組冒頭で主な放送内容を3つ伝えるようになる。）
- ニュース
- わんカメライブ（2020年10月開始。後述の『なな・なまリポート』の後継となる中継コーナー）担当：吉岡伸剛または江口アミ（2022年4月 - ）
- スポーツ（プロ野球（佐々木朗希、銀次等）、メジャーリーグ（大谷翔平、菊池雄星）、サッカー（グルージャ盛岡）、ラグビー（釜石シーウェイブス）、バスケットボール（岩手ビッグブルズ）、大相撲郷土力士の成績（錦木の勝敗を紹介し、残りの力士は一覧で表示）等岩手県出身選手またはチームの試合または岩手県内で行われた試合を紹介）
  - Oneスポ（月曜日、2022年4月4日 - ）注目する選手や競技を紹介する。
- プラス1特集（不定期）
- 今週のシリーズ（特集コーナー。不定期で、東北地方のNNS系列局からの情報も伝える。）
- いわて元気○（マル）（木曜日→2018年5月1日から火曜日、健康に関する情報を紹介）担当：古舘友華または江口アミ
- フカボリ（金曜日、2020年4月3日 - ）
- フラッシュニュース（不定期）
- 健康大百科（金曜日、不定期） - 放送日の翌日（土曜日）の午前中に30分の番組として放送される。
- ケーブルテレビ便り（不定期）
- 気になる!（news every.の1コーナー、不定期）
- 天気予報（2017年7月より、木曜のみ穴澤が担当→2022年4月1日から金曜に穴澤が担当に変更。）
  - あな天（穴澤が担当の日（2017年7月（木曜）→2022年4月1日から（金曜））に天気や季節に関する情報を伝える。）
- あすのプラス1（月曜 - 木曜、翌日に放送予定のニュースを映像で紹介。金曜は、来週のプラス1）

### 過去のコーナー
- なな・なまリポート（蔦キャスターが県内各地から中継をするコーナー。2017年4月3日 - 2020年9月。蔦がメインキャスターに就任した2020年4月以降は月 - 水のみ放送。[9]）
- 金曜トピックス きんトピ（金曜）
- おでかけぷらスポット（金曜、土曜や日曜に行われるイベント等を紹介）
- プラス1 PickUp（放送したニュースを振り返る。2017年ごろより放送回数が減少した。）
- しばコラ 柴柳コラム（月曜 - 木曜、2020年9月まで）
- 思い出グラフィティ（木曜日、過去の出来事を映像で振り返る。）